# Pseudaphycus portugalensis
Pseudaphycus portugalensis é uma espécie de insetos himenópteros, mais especificamente de vespas parasíticas pertencente à família Encyrtidae.
A autoridade científica da espécie é Japoshvili G, tendo sido descrita no ano de 2006.
Trata-se de uma espécie presente no território português.